# Universitat d'Andorra

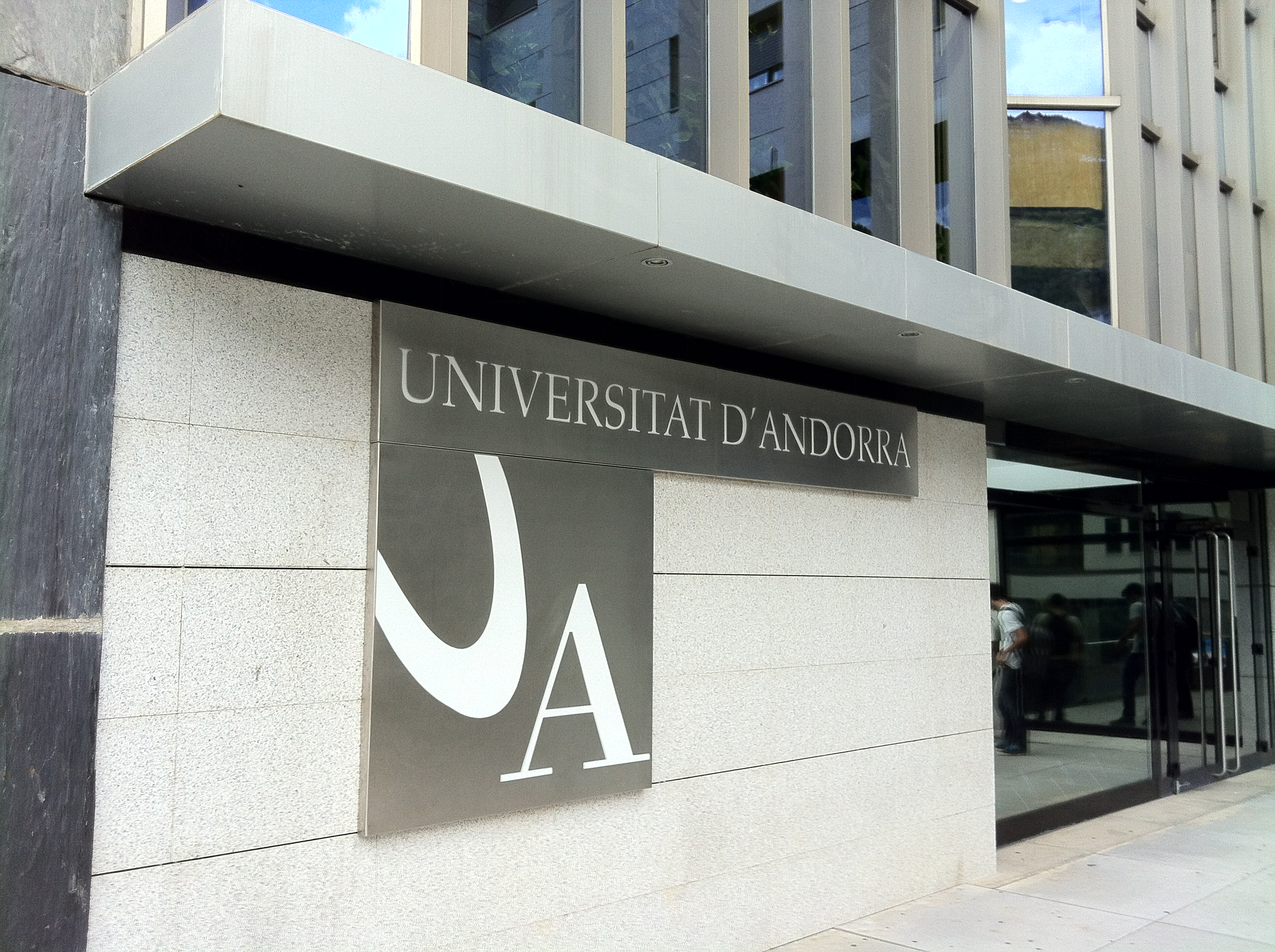
Universitat d'Andorra

Đại học Andorra (tiếng Catalunya: Universitat d'Andorra; IPA: [uniβəɾsiˈtad dənˈdorə]) là cơ sở giáo dục đại học công lập năm 1988, và là trường đại học đầu tiên ở Andorra. Trường đại học bao gồm Cao đẳng Khoa học Giáo dục và Y tế, Cao đẳng Kinh doanh và Công nghệ, và Cao đẳng Học trực tuyến và Học tập suốt đời.
Trường là một trong những thành viên của Mạng lưới Vives, Hiệp hội các trường đại học Châu Âu, Hiệp hội các trường đại học quốc tế. Tính đến năm 2018, khoảng 3/4 nguồn tài chính của trường đại học đến từ người dân các bang Andorra.
Trong năm học 2018–2019, Đại học Andorra đã tổ chức lễ kỷ niệm 30 năm thành lập với việc đóng Time Capsule với các tài liệu và các vật dụng hàng ngày từ năm 2018. Time Capsule không thể được mở cho đến năm học 2088–2089, trùng với kỷ niệm 100 năm của trường.